# Paläozoologie
Paläozoologie ist die Naturwissenschaft, die sich der Erforschung der fossilen Tiere widmet, und als solche eine Teildisziplin der Paläontologie darstellt. Gegenstand der Paläozoologie sind meist Tierfossilien ausgestorbener Tierarten und -gattungen, es gibt jedoch auch heute lebende Tiere, die fossil vorkommen (z. B. der Armfüßer Lingula oder der Quastenflosser Latimeria).
Nach dem Forschungsgegenstand und den Methoden unterscheidet man üblicherweise die Paläozoologie der wirbellosen Tiere (Invertebraten) von der Wirbeltierpaläontologie.
Viele Invertebratenfossilien treten nur in Sedimentgesteinsschichten eines bestimmten Alters häufig auf und können daher zur relativen zeitlichen Einordnung dieser Gesteine nach den Prinzipien der Biostratigraphie herangezogen werden. Sie werden dann als Leitfossilien bezeichnet.
Eine der Wegbereiterin der Paläozoologie war unter anderem Elisabeth Schmid.